# Achar (Uruguay)
Achar es una localidad uruguaya del departamento de Tacuarembó. Sobre ruta número 43 en el kilómetro 10

## Geografía
La localidad se ubica al suroeste del departamento de Tacuarembó, junto a la ruta 43 y a 10 km de su empalme con la ruta 5. En sus proximidades fluyen los arroyos Cardozo (al oeste) y  Achar (al este).

## Aspectos históricos
Su nombre proviene del arroyo homónimo y este a su vez recibió su nombre por la expresión «Voy a hachar» lo que derivó en achar. Esta expresión refiere a talar árboles ya que antiguamente los montes del arroyo poseían abundante leña.
La localidad fue elevada a la categoría de pueblo por Ley 9.587 de 21 de agosto de
1936.

## Población
Según el censo del año 2011 la localidad contaba con una población de 687 habitantes.
| 2,708         | 770 | 608 | 561 | 637 | 780 | 687 |
| (Fuente: INE) |     |     |     |     |     |     |